# العلاقات اليونانية الإيرانية
العلاقات اليونانية الإيرانية هي العلاقات الثنائية التي تجمع بين اليونان وإيران.

## مقارنة بين البلدين
هذه مقارنة عامة ومرجعية للدولتين:
| وجه المقارنة                                              | اليونان                                                                             | إيران                    |
| --------------------------------------------------------- | ----------------------------------------------------------------------------------- | ------------------------ |
| المساحة (كم2)                                             | 131.96 ألف                                                                          | 1.65 مليون               |
| عدد السكان (نسمة)                                         | 10.76 مليون                                                                         | 79.97 مليون              |
| الكثافة السكانية (ن./كم²)                                 | 81.54                                                                               | 48.47                    |
| العاصمة                                                   | أثينا، نافبليو                                                                      | طهران                    |
| اللغة الرسمية                                             | لغة يونانية، اليونانية الديموطيقية ‏                                                 | لغة فارسية               |
| العملة                                                    | يورو، دراخما، فينيكس يوناني ‏                                                        | ريال إيراني              |
| الناتج المحلي الإجمالي (بليون دولار)                      | 200.29 مليار                                                                        | 439.51 مليار             |
| الناتج المحلي الإجمالي (تعادل القوة الشرائية) بليون دولار | 285.45 مليار                                                                        | 1.36 تريليون             |
| الناتج المحلي الإجمالي الاسمي للفرد دولار أمريكي          | 18.00 ألف                                                                           |                          |
| الناتج المحلي الإجمالي للفرد دولار أمريكي                 | 26.85 ألف                                                                           |                          |
| مؤشر التنمية البشرية                                      | 0.865                                                                               | 0.766                    |
| رمز المكالمات الدولي                                      | +30                                                                                 | +98                      |
| رمز الإنترنت                                              | .gr                                                                                 | .ir،                     |
| المنطقة الزمنية                                           | توقيت شرق أوروبا، ت ع م+02:00، ت ع م+03:00، توقيت شرق أوروبا الصيفي ‏، أوروبا/أثينا ‏ | ت ع م+03:30، توقيت إيران |

## منظمات دولية مشتركة
يشترك البلدان في عضوية مجموعة من المنظمات الدولية، منها:
| علم المنظمة | اسم المنظمة                        | تاريخ انضمام اليونان | تاريخ انضمام إيران |
| ----------- | ---------------------------------- | -------------------- | ------------------ |
|             | مؤسسة التنمية الدولية              | 9 يناير 1962         | 10 أكتوبر 1960     |
|             | يونسكو                             | 4 نوفمبر 1946        | 6 سبتمبر 1948      |
|             | وكالة ضمان الاستثمار متعدد الأطراف | 30 أغسطس 1993        | 15 ديسمبر 2003     |
|             | الأمم المتحدة                      | 25 أكتوبر 1945       | 24 أكتوبر 1945     |
|             | الفريق المعني برصد الأرض           | ?                    | ?                  |
|             | الاتحاد البريدي العالمي            | ?                    | ?                  |
|             | البنك الدولي للإنشاء والتعمير      | 27 ديسمبر 1945       | 29 ديسمبر 1945     |
|             | المنظمة الهيدروغرافية الدولية      | ?                    | ?                  |
|             | منظمة حظر الأسلحة الكيميائية       | ?                    | ?                  |
|             | مؤسسة التمويل الدولية              | 26 سبتمبر 1957       | 28 ديسمبر 1956     |
|             | منظمة الشرطة الجنائية الدولية      | ?                    | ?                  |

## الحادث البحري بين إيران واليونان عام 2022
في مايو 2022، استولى جنود إيرانيون على ناقلتين يونانيتين وأخذوا طاقمها كرهائن في الخليج العربي. كانت هذه الخطوة بمثابة إجراء عقابي بعد أن صادرت السلطات اليونانية النفط الإيراني المُحتجز على سفينة تديرها روسيا رست في ميناء في اليونان قبل شهر، بسبب عقوبات الاتحاد الأوروبي ضد روسيا بسبب الغزو الروسي لأوكرانيا عام 2022.

## وصلات خارجية
- موقع وزارة الخارجية اليونانية
- موقع وزارة الخارجية الإيرانية